# Nella Walker
Nella Walker, född 6 mars 1886 i Chicago i Illinois, död 22 mars 1971 i Los Angeles i Kalifornien, var en amerikansk skådespelare. Hon medverkade som i huvudsak birollsaktör i fler än 100 filmer.

## Filmografi, urval
- 1934 – Paris i gala
- 1936 – Flickorna gör slag i saken
- 1936 – Storstaden lockar
- 1937 – Stella Dallas
- 1938 – Vad ska en fattig flicka göra?
- 1939 – Hjärter är trumf
- 1939 – Envis som synden
- 1939 – Morgondagen är vår
- 1940 – Kitty Foyle - ung modern kvinna
- 1940 – Jag älskar dig åter
- 1941 – Galopperande flugan
- 1941 – Kompaniets olycksfåglar
- 1941 – Kärlekens bakgata
- 1943 – Din för alltid
- 1944 – Vi grevar och baroner
- 1946 – Sin egen fånge
- 1954 – Sabrina